# Coves de Son Monjo
Les coves de Son Monjo és un jaciment arqueològic prehistòric format per coves naturals als vessants del torrent des Tarongers, a la possessió de Son Monjo de ses Rotes, al municipi de Llucmajor, Mallorca
Al vessant oest del torrent hi ha sis coves, mentre que al vessant est se'n troben deu. Són coves que foren emprades i retocades en temps prehistòric. Actualment algunes tenen el sostre enderrocat en part, però d'altres es conserven en bon estat i encara s'empren per a diferents usos.